# Calyptrochaeta odontoloma
Calyptrochaeta odontoloma är en bladmossart som beskrevs av Matteri in Boelcke, D. M. Moore och F. Roig 1985. Calyptrochaeta odontoloma ingår i släktet Calyptrochaeta och familjen Hookeriaceae. Inga underarter finns listade i Catalogue of Life.